# 谒金门
谒金门，词牌名。源自唐教坊曲。雙調，四十五字。上下阕各四句，四仄韻。

## 異名
宋楊湜《古今詞話》，因韋莊詞起句，故名《空相憶》。張輯詞，有「無風花自落」句，故名《花自落》；又有「樓外垂楊如此碧」句，故名《垂楊碧》；李清照詞有「楊花落」句，故名《楊花落》；李石名《出塞》；韓淲詞有「東風吹酒面」句，故名《東風吹酒面》；又有「不怕醉，記取吟邊滋味」句，故名《不怕醉》；又有「人已醉，溪北溪南春意，擊鼓吹蕭花落未」句，故名《醉花春》；又有「春尚早，春入湖山漸好」句，故名《春早湖山》。

## 词牌格式
註：
平表示平聲，
仄表示仄聲，
仄表示本仄可平，
平表示本平可仄，粗體表示韻腳。

### 正體
雙調四十五字，上下闕各四句，四仄韻，一韵到底。

平平仄。仄仄平平平仄。仄仄平平平仄仄。仄平平仄仄。
仄仄平平平仄。仄仄平平平仄。仄仄平平平仄仄。仄平平仄仄。

例词
- 韋莊

空相憶。無計得傳消息。天上嫦娥人不識。寄書何處覓。
新睡覺來無力。不忍看伊書跡。滿院落花春寂寂。斷腸芳草碧。
- 冯延巳

风乍起。吹皱一池春水。闲引鸳鸯香径裡。手挼红杏蕊。
斗鸭阑干独倚。碧玉搔头斜坠。终日望君君不至。举头闻鹊喜。